# Constitución polaca de 1815
La Constitución polaca de 1815, llamada también Constitución del Reino de Polonia ( polaco : Konstytucja Królestwa Polskiego ) fue una carta otorgada al Zarato de Polonia (llamado "Reino del Congreso", Kongresówka) por el zar de Rusia y rey de Polonia Alejandro I de Rusia, quien estaba obligado a otorgar una constitución al recién formado estado polaco puesto bajo su gobierno y según lo especificado por el Congreso de Viena (1815). Fue considerada una de las constituciones más liberales de la época, sin embargo nunca fue plenamente respetada por el gobierno. Fue modificado durante el Levantamiento de Noviembre por el gobierno revolucionario y luego cancelada por las autoridades rusas.

## Historia
El Congreso de Viena obligó al zar de Rusia y rey de Polonia, Alejandro I, a otorgar una constitución al recién creado estado polaco, bajo control ruso.  El nuevo estado era el más pequeño de la historia de Polonia, más pequeño que su predecesor el Gran Ducado de Varsovia y mucho más pequeño que la República de las Dos Naciones.  Dado que fue el Congreso de Viena el que creó de facto el Reino de Polonia, este último pasó a ser conocido extraoficialmente como Reino del Congreso ( Kongresówka ).  La constitución fue firmada el 27 de noviembre de 1815 por el zar. Era una constitution octroyée (constitución otorgada): simplemente era dictada por el soberano y no era votada por un parlamento.  Una de las contribuciones más significativas vino de la mano del príncipe Adam Jerzy Czartoryski, aunque el texto fue modificado posteriormente por el propio zar y sus asesores.  La Constitución, que prometía libertad de expresión y tolerancia religiosa, entre otras libertades, fue considerada una de las más liberales de la Europa contemporánea,  ya que reflejaba gran parte del pensamiento de la Ilustración polaca y rusa. En comparación con la Constitución del Ducado de Varsovia, el documento que regía las tierras que pasaron a formar parte del Reino de Polonia y conocido como Ducado de Varsovia daba prioridad a la nobleza (la szlachta) y revocaba algunos derechos de los judíos y campesinos polacos. Las autoridades rusas nunca respetaron plenamente la Constitución, y el gobierno manipulaba, evitaba y violaba cada vez más obligaciones liberales, fundamentándose en su ambigüedad.   En la carta magna se decía que el Parlamento se reuniría cada dos años, pero después de que el Sejm se convirtiera en un campo de batalla entre los diputados liberales y el gobierno conservador, en realidad solo se convocó cuatro veces en el periodo (1818, 1820, 1826 y 1830, manteniéndose las dos últimas reuniones en secreto). Este desprecio por los derechos prometidos, entre otros factores, provocó un creciente descontento entre los ciudadanos, que culminó con el fallido Levantamiento de Noviembre de 1830.  La Constitución fue enmendada durante el levantamiento y, una vez concluida la revuelta popular, la carta constitucional fue reemplazada el 26 de febrero de 1832 por el Estatuto Orgánico del Reino de Polonia, más conservador, concedido por el zar Nicolás I de Rusia y que nunca se implementó. 

## Resumen
La Constitución constaba de 165 artículos agrupados en siete títulos.  Definía el Reino de Polonia como una monarquía constitucional en unión personal con el Imperio ruso. Todo zar de Rusia era también rey de Polonia (como en las uniones personales); sin embargo, la política exterior era común, aunque decidida en realidad por San Petersburgo. En cambio, el parlamento, el ejército, la administración y el sistema judicial estaban separados, a diferencia de las uniones personales.

### El rey
El rey era el jefe de los tres poderes: ejecutivo, legislativo y judicial, por lo que:
- convocaba reuniones del Sejm (Parlamento)
- confirmaba al namestnik, ministros , senadores y altos funcionarios, así como a los mariscales de los sejmiks locales.
- su firma refrendaba las leyes del Sejm
- era la única persona con iniciativa legislativa
- tenía derecho a anular temporalmente las leyes
- tenía derecho a declarar la guerra y firmar tratados internacionales.

### Naméstnik
El naméstnik era jefe del Consejo de Estado y jefe de la junta directiva. Sus decisiones requerían el refrendo de un ministro. Proponía candidatos para ministerios, senadores y altos funcionarios, propuestas que eran avaladas por el Rey. Además, nombraba y confirmaba oficiales subalternos.

### Junta Directiva
Estaba compuesta por cinco ministros y otras personas designadas por el rey, encabezadas por el namestnik. Funciones de la Junta:
- desempeñaba las funciones del ejecutivo
- preparó proyectos para el Consejo de Estado
- tomó decisiones que estaban fuera de la jurisdicción de los ministros individuales.

### Consejo de Estado
El Consejo de Estado estaba integrado por los ministros, los consejeros, el secretario de Estado, los árbitros y demás personas designadas por el Rey; poseía las siguientes prerrogativas:
- preparar la legislación para que luego fuera aceptada por el rey
- refrendar la versión final de la ley votada por el Sejm
- poder judicial: tenía derecho a demandar a las oficinas administrativas y tenía poderes y competencias sobre los tribunales administrativos
- recibió informes de diversas comisiones y preparó informes para el Rey.

### Parlamento
El Parlamento estaba formado por el Rey, la cámara alta (Senado) y la cámara baja (Sejm). Había 128 diputados y eran elegidos cada seis años, nombrándose cada dos años un tercio de la cámara. Cada diputado contaba con inmunidad parlamentaria y el voto era ejercible por todos los mayores de 21 años; los candidatos a las elecciones tenían que saber leer, escribir y tener cierta riqueza. El personal militar no tenía derecho a votar. Los parlamentos se convocaban cada dos años por un período de 30 días; el Sejm tenía derecho a intervenir en asuntos civiles, administrativos y legales. Con el permiso del rey, el Sejm podía votar sobre asuntos relacionados con el sistema fiscal y la defensa. También tenía derecho a controlar las oficinas gubernamentales. El Senado tenía 64 miembros formados por 9 obispos, los vaivodas y los nobles, así como los príncipes de sangre rusos. Actuaba como Tribunal Parlamentario, tenía derecho a controlar los registros de ciudadanos y tenía derechos legislativos similares a los del Sejm.